# Jerzy Pomianowski (dyplomata)
Jerzy Ryszard Pomianowski (ur. 30 sierpnia 1960 w Warszawie) – polski dyplomata, ambasador tytularny, podsekretarz stanu w Ministerstwie Spraw Zagranicznych (2011–2013), dyrektor generalny służby zagranicznej (2005–2006), ambasador RP w Japonii (1997–2002).

## Życiorys
W 1987 ukończył studia z zakresu socjologii na Wydziale Filozofii i Socjologii Uniwersytetu Warszawskiego. Na początku lat 80. był członkiem zarządu Niezależnego Zrzeszenia Studentów, kierował niezależnym wydawnictwem akademickim (Studencką Oficyną Wydawniczą SOWA).
W 1988 pracował jako ekspert UNESCO w Sri Lance. Od 1990 do 1991 był starszym specjalistą ds. szkół niepublicznych w gabinecie ministra edukacji narodowej. Od 1991 związany z Ministerstwem Spraw Zagranicznych. Przez rok był wicedyrektorem Departamentu Afryki, Azji, Australii i Oceanii MSZ, następnie do 1997 pełnił funkcję dyrektora tego departamentu. W latach 1997–2002 był ambasadorem nadzwyczajnym i pełnomocnym RP w Japonii. Po powrocie do kraju zajmował kolejno stanowiska przewodniczącego komisji przetargowej w Departamencie Promocji MSZ (do 2004), ambasadora tytularnego i pełnomocnika ministra spraw zagranicznych ds. przygotowania i organizacji III szczytu Rady Europy (do 2005), dyrektora generalnego służby zagranicznej (do 2006) oraz dyrektora Departamentu Współpracy Rozwojowej i koordynatora programu Polskiej Pomocy Zagranicznej (do 2008). Przez kolejne trzy lata był dyrektorem Partnerstwa dla Demokratycznego Rządzenia, inicjatywy OECD i UNDP.
1 lipca 2011 objął stanowisko wiceministra spraw zagranicznych w randze podsekretarza stanu. W styczniu 2013 powołany na stanowisko dyrektora wykonawczego Europejskiego Funduszu na rzecz Demokracji (od czerwca 2013). 5 lipca 2013, w związku z objęciem tej funkcji, odszedł z administracji rządowej.

## Działalność sportowa i muzyczna
Jest aikidoką, uzyskał 7. dan; zajął się też popularyzacją kenjutsu. Został prezydentem Polskiej Federacji Aikido.
W latach 70. i 80. doskonalił grę na azjatyckich instrumentach perkusyjnych, szczególnie na tabli, studiując u Pandita Nikhil Ghosha w Indiach. W latach 1984–1989 współtworzył wraz z Marią Pomianowską (sarangi), Markiem Sawickim (tanpura), Markiem Styczyńskim (swara-mandala) oraz Pawłem Gubałą (jaltarang) polski zespół muzyczny Raga Sangit grający na autentycznych instrumentach tradycyjną muzykę Indii w stylu odtwarzającym lokalne maniery wykonawcze. Zespół wydał dwie płyty LP: Klasyczna muzyka północnych Indii (1987) oraz Muzyka z księgi (1990).
Jako tablista wystąpił gościnnie na wydanej w 1988 płycie Spokojnie zespołu Kult.

## Odznaczenia
Odznaczony japońskim Orderem Wschodzącego Słońca II klasy oraz Krzyżem Oficerskim Orderu Odrodzenia Polski.